# Дмитрієва Оксана Олександрівна
Дмитрієва Оксана Олександрівна (нар. 26 квітня 1980 року, Дніпро) — український політик, лікар, громадський діяч та телеведуча. Народний депутат України 9-го скликання від партії «Слуга народу». Експерт з питань охорони здоров'я, дійсний член Громадської спілки «Стоматологи України» та ведуча телевізійної програми на тему профілактики захворювань. Заслужений лікар України (2021).

## Життєпис

### Освіта
Державна Дніпропетровська медична академія (1997—2002). Має спеціалізації «Організація та управління охороною здоров'я», «Терапія», «Ортопедія» та «Охорона здоров'я».

### Політична діяльність
На парламентських виборах 2019 року була обрана народним депутатом від партії «Слуга народу», № 106 у списку.
У Верховній Раді України IX скликання зайняла посаду заступниці комітету з питань здоров'я нації, медичної допомоги та медичного страхування та голови підкомітету з питань сучасних медичних технологій та розвитку трансплантології.. Також стала співголовою групи міжпарламентських зв'язків з Республікою Хорватія.

### Трудова діяльність
З 2002 до 2003 року — лікарка-інтерн Дніпропетровської обласної стоматологічної поліклініки, лікарка.
З 2003 до 2007 року — медична практика в приватних клініках Дніпропетровська.
З 2007 до 2015 року — завідувачка відділенням, заступниця головного лікаря з медичних питань ТОВ «Імпланталогічний центр» (Київ).
З 2015 року — ТОВ «Міждисциплінарний дентальний центр ім. Ю. В. Опанасюка» (Київ), лікарка-стоматолог-терапевт, лікарка-стоматолог-ортопед, заступниця головного лікаря з медичних питань.
З 2015 року — директорка ТОВ «Статус Дент» (Київ).

### Громадська діяльність
З 2007 року ініціювала низку проектів адресної допомоги для громадян соціально вразливих категорій (Київ).
Має напрацювання з реформи медичної галузі, освіти лікарів та підвищення доступу населення до послуг з охорони здоров'я.
Залучена у роботу громадських організацій із захисту тварин.
З 2019 року — авторка та ведуча телевізійної програми на тему профілактики захворювань (8-й канал).